# 藤橋 (青梅市)
藤橋（ふじはし）とは、東京都青梅市にある地名。現行行政地名は藤橋一丁目から藤橋三丁目。郵便番号は198-0022。

## 概要
市域東部に位置し、今井、今寺、新町などと隣接。藤橋一丁目・二丁目は住宅地で形成され、藤橋三丁目は三ッ原工業団地に含まれており住宅に商・工業地が混在する。

## 歴史
「霞村の歴史」を参照。
- 1889年（明治22年）4月1日 - 町村制施行により、大門村、野上村、吹上村、塩船村、谷野村、木野下村、今寺村、根ヶ布村、師岡村、新町村、今井村、藤橋村が合併し神奈川県西多摩郡霞村が成立する。藤橋村は大字藤橋となる。
- 1893年（明治26年）4月1日 - 西多摩郡が南多摩郡、北多摩郡とともに東京府へ編入する。
- 1943年（昭和18年）7月1日 - 東京都制施行。
- 1951年（昭和26年）4月1日 - 青梅町、調布村との合併により青梅市が発足。霞村は消滅。大字藤橋は霞地区（後に今井地区）に属する。
- 1978年（昭和53年）10月 - 「三ツ原土地区画整理事業」に伴い、大門・藤橋・今寺・今井・新町の一部を整理し、藤橋一丁目～三丁目として編成[6]。三丁目より南の部分（西はけ、上はけ、中はけ、新田）は後の区画整理で新町に編入された[7][8][9][10]。

## 世帯数と人口
2021年（令和3年）3月1日現在の世帯数と人口は以下の通りである。
| 町丁       | 世帯数    | 人口    |
| ---------- | --------- | ------- |
| 藤橋一丁目 | 186世帯   | 395人   |
| 藤橋二丁目 | 1,052世帯 | 2,486人 |
| 藤橋三丁目 | 378世帯   | 830人   |
| 計         | 1,616世帯 | 3,711人 |

## 小・中学校の学区
市立小・中学校に通う場合、学区は以下の通りとなる。
| 丁目       | 番地           | 小学校             | 中学校             |
| ---------- | -------------- | ------------------ | ------------------ |
| 藤橋一丁目 | 全域           | 青梅市立今井小学校 | 青梅市立第三中学校 |
| 藤橋二丁目 | 下記を除く全域 | 青梅市立今井小学校 | 青梅市立第三中学校 |
| 藤橋二丁目 | 南東部         | 青梅市立藤橋小学校 | 青梅市立新町中学校 |
| 藤橋三丁目 | 全域           | 青梅市立藤橋小学校 | 青梅市立新町中学校 |

## 青梅市の施設

### 消防
- 青梅市消防団分団[12]
  - 第三分団 - 新町・今井地区

### 郵便
- 青梅藤橋郵便局

### 公園
- 細道公園
- 城ヶ崎公園
- 城ヶ崎東公園
- 矢端公園
- 藤橋二本木公園
- 藤橋城址公園
- 七国広場
- 藤橋二丁目運動広場

### その他
- 学校給食センター[13]

## 経済

### 金融機関（預貯金取扱金融機関）
- 西武信用金庫三ツ原支店

### 商業施設
- セブンイレブン青梅藤橋2丁目店
- ワークマン青梅店
- ローソン青梅藤橋三丁目店
- ヤマト運輸青梅藤橋センター

## 学校教育

### 保育園
- 合同会社あんじゅ保育所

### 小学校
- 青梅市立藤橋小学校

## 交通
- 東京都道63号青梅入間線

西武バスと西東京バスのバス路線があり、JR青梅線・河辺駅、小作駅、JR八高線・金子駅、西武池袋線・入間市駅へのアクセスも容易である。

## 社寺

### 神社
- 杣保葛神社
- 藤橋八雲神社 (旧･白山権現)

### 寺院
- 宝泉寺
- 福伝寺